# Női 50 méteres mellúszás a 2017-es úszó-világbajnokságon
A 2017-es úszó-világbajnokságon a női 50 méteres mellúszás versenyszámának döntőjét Budapesten rendezték, a Duna Arénában. A győztes Lilly King lett. 

## Döntő
A döntő eredményei az alábbiak :  
| Helyezés | Sáv | Név                 | Nemzet                    |
| -------- | --- | ------------------- | ------------------------- |
| 1        | 4   | Lilly KING          | Amerikai Egyesült Államok |
| 2        | 5   | Yuliya EFIMOVA      | Oroszország               |
| 3        | 3   | Katie MEILI         | Amerikai Egyesült Államok |
| 4        | 6   | Ruta MEILUTYTE      | Litvánia                  |
| 5        | 2   | Jennie JOHANSSON    | Svédország                |
| 6        | 7   | Sarah VASEY         | Egyesült Királyság        |
| 7        | 1   | Arianna CASTIGLIONI | Olaszország               |
| 8        | 8   | Rachel NICOL        | Kanada                    |